# Billete de cinco mil coronas islandesas
El billete de cinco mil coronas islandesas es el segundo de mayor denominación de la moneda islandesa. Tiene unas medidas de 155 x 70 mm.

## Características
El billete empezó a entrar en circulación en el año 1986, siendo rediseñado posteriormente en 2003. El color predominante es el azul.
En el anverso se encuentra un retrato de Ragnheiður Jónsdóttir, tercera esposa del obispo de Hólar,  Gísli Þorláksson. Asimismo, aparece el obispo con sus otras dos esposas anteriores. En el reverso aparece Ragnheiður Jónsdóttir enseñando a dos mujeres bordado, disciplina en la que destacó, con las iniciales de su muestrario de diseños de tejido en la esquina inferior izquierda.